# Tour de San Luis
Il Tour de San Luis è stata una corsa a tappe maschile di ciclismo su strada che si svolgeva nella provincia di San Luis, nel centro dell'Argentina, ogni anno nel mese di gennaio. Era inserita nell'UCI America Tour classe 2.1.

## Storia
Disputata per la prima volta nel 2007, la corsa era costituita da sette tappe, di cui una a cronometro. Faceva parte degli eventi del circuito continentale UCI America Tour e fino al 2009 è sempre stata vinta da atleti argentini. L'edizione 2010 vide il trionfo dell'italiano Vincenzo Nibali che si impose nella tappa a cronometro. Nel 2011 vinse il cileno Marco Arriagada, l'anno dopo lo statunitense Levi Leipheimer, prima della nuova vittoria di un corridore argentino, Daniel Díaz.

## Albo d'oro
Aggiornato all'edizione 2016.
| Anno | Vincitore       | Secondo                      | Terzo             |
| ---- | --------------- | ---------------------------- | ----------------- |
| 2007 | Jorge Giacinti  | Fernando Antogna             | Francisco Mancebo |
| 2008 | Martín Garrido  | Gerardo Fernandez            | Jorge Giacinti    |
| 2009 | Alfredo Lucero  | Jorge Giacinti               | José Serpa        |
| 2010 | Vincenzo Nibali | José Serpa                   | Rafael Valls      |
| 2011 | Marco Arriagada | José Serpa                   | Josué Moyano      |
| 2012 | Levi Leipheimer | Alberto Contador Daniel Díaz | Stefan Schumacher |
| 2013 | Daniel Díaz     | Tejay van Garderen           | Alex Diniz        |
| 2014 | Nairo Quintana  | Phillip Gaimon               | Sergio Godoy      |
| 2015 | Daniel Díaz     | Rodolfo Torres               | Nairo Quintana    |
| 2016 | Dayer Quintana  | Eduardo Sepúlveda            | Nairo Quintana    |